# Georg Clemens Perthes
Georg Clemens Perthes (Moers, 17. siječnja 1869. – Arosa, 3. siječnja 1927.), njemački kirurg i jedan od prvih dijagnostičara x-zrakama.
Godine 1891. diplomirao je na Sveučilištu u Bonnu, i kasnije radio kao kirurg u Bonnu i Leipzigu gdje je radio s Friedrich Trendelenburgom (1844. – 1924.). Od 1900. do 1901. bio je vojni kirurg u njemačkoj kolonijalnoj luci Tsingtao (danas Qingdao, Kina). Godine 1910. naslijedio je Paul von Brunsa (1846. – 1916.) kao glavni kirurg klinike u Tübingenu.
Perthesovo glavno područje zanimanja je uključivalo radiološko liječenje. Prvi je radiološki liječio bradavice, tumor kože i tumor dojke. Najpoznatiji je po degenerativnoj bolesti zgloba kuka u djece koja se po njemu naziva Legg-Calvé-Perthesova bolest.